# Hydrometra lillianis
Hydrometra lillianis är en insektsart som beskrevs av Torre-bueno 1926. Hydrometra lillianis ingår i släktet Hydrometra och familjen vattenmätare. Inga underarter finns listade i Catalogue of Life.